# Дісней (Оклахома)
Дісней (англ. Disney) — місто (англ. town) в США, в окрузі Мейз штату Оклахома. Населення — 222 особи (2020).

## Географія
Дісней розташований за координатами 36°28′36″ пн. ш. 95°1′9″ зх. д. / 36.47667° пн. ш. 95.01917° зх. д. (36.476581, -95.019223).  За даними Бюро перепису населення США в 2010 році місто мало площу 3,59 км², з яких 3,21 км² — суходіл та 0,37 км² — водойми.

## Демографія
Згідно з переписом 2010 року, у місті мешкало 311 особа в 153 домогосподарствах у складі 78 родин. Густота населення становила 87 осіб/км².  Було 259 помешкань (72/км²).
Расовий склад населення:
| - 73,0 % — білих - 17,0 % — корінних американців |

До двох чи більше рас належало 9,6 %. Частка іспаномовних становила 0,6 % від усіх жителів.
За віковим діапазоном населення розподілялося таким чином: 18,3 % — особи молодші 18 років, 62,7 % — особи у віці 18—64 років, 19,0 % — особи у віці 65 років та старші. Медіана віку мешканця становила 48,9 року. На 100 осіб жіночої статі у місті припадало 93,2 чоловіків;  на 100 жінок у віці від 18 років та старших — 93,9 чоловіків також старших 18 років.
Середній дохід на одне домашнє господарство  становив 33 454 долари США (медіана — 28 194), а середній дохід на одну сім'ю — 41 362 долари (медіана — 29 792). За межею бідності перебувало 30,1 % осіб, у тому числі 53,3 % дітей у віці до 18 років та 8,2 % осіб у віці 65 років та старших.
Цивільне працевлаштоване населення становило 75 осіб. Основні галузі зайнятості: освіта, охорона здоров'я та соціальна допомога — 18,7 %, роздрібна торгівля — 14,7 %, мистецтво, розваги та відпочинок — 10,7 %, сільське господарство, лісництво, риболовля — 10,7 %.